# ヌーンデイ・ガン

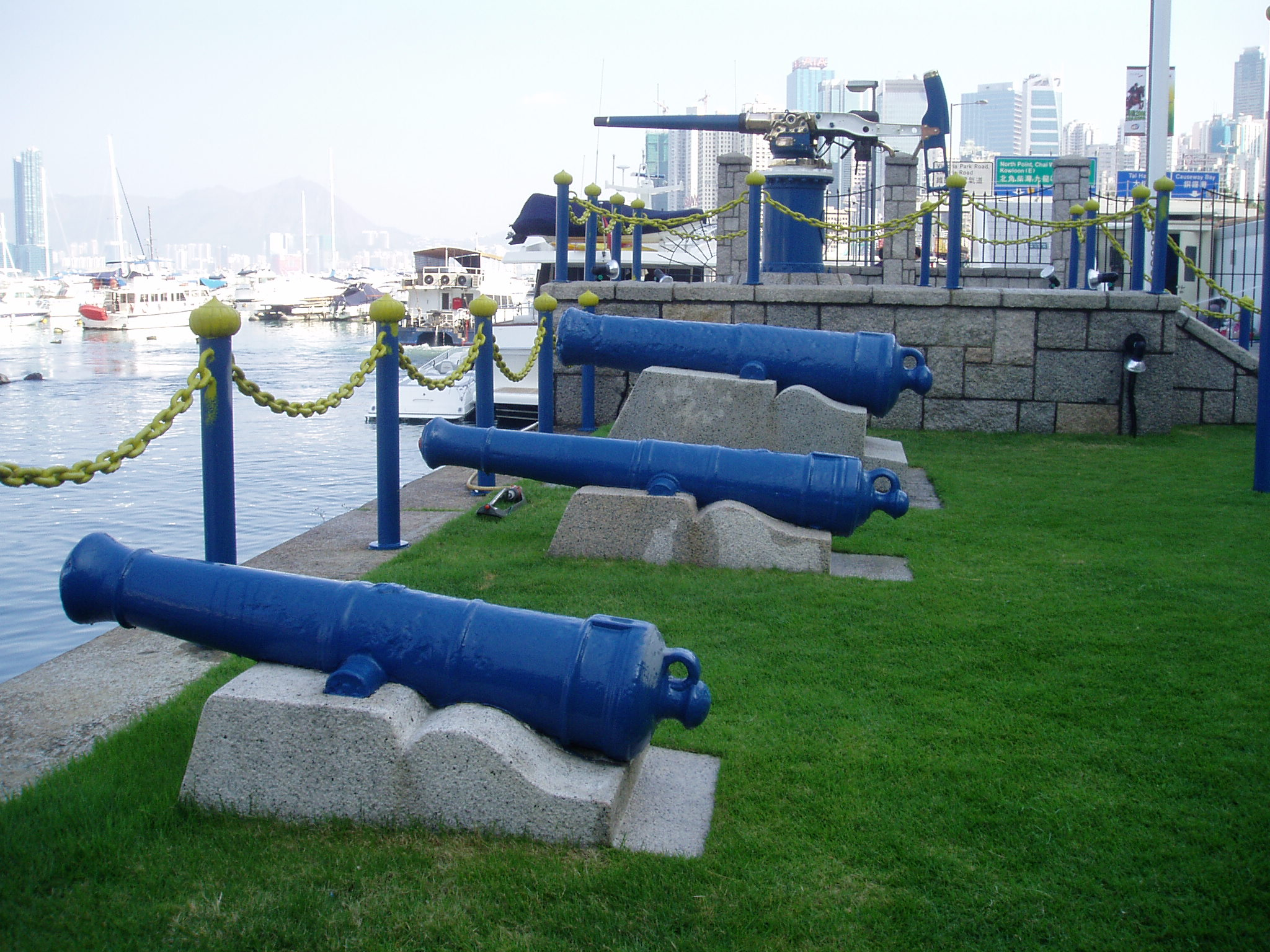
ヌーンデイ・ガン

ヌーンデイ・ガン（午砲〈ごほう〉、Noonday Gun、中国語: 午炮）は、香港の香港島、銅鑼湾の避難港の近くの小さく柵で囲まれた土地にすえられた以前の海軍砲である。砲は、1860年代以来、この地域にすえられている。もともとの位置は、東角（イーストポイント）であったが、そこは香港島の北側の埋立てのために、はるか以前に消滅した。

## 起源
その伝統は、東角に主要な倉庫と事務所を置いていたジャーディン・マセソンが、航海によって到着した大物を歓迎するための礼砲を私設軍に撃たせていた、1860年代のある事件に起源を持つと考えられる。イギリス海軍は、そのような礼は、政府高官と軍の上級将校のためのみに保留されるべきだと考えた。贖罪として、ジャーディン・マセソンは、時報の役を果たすため、それ以来、正午に大砲を撃つことを要求された。
1941年、日本陸軍が香港を占領し、砲を除去した。再びイギリス領となった1945年、イギリス海軍が他の大砲をジャーディン・マセソンに与え、その結果ヌーンデイ・ガンの伝統を継続することができた。1947年7月1日、ヌーンデイ・ガンは再開された。現在の大砲は、第一次世界大戦のユトランド沖海戦で実戦に使用されたホッチキス3ポンド砲である。

## 観光

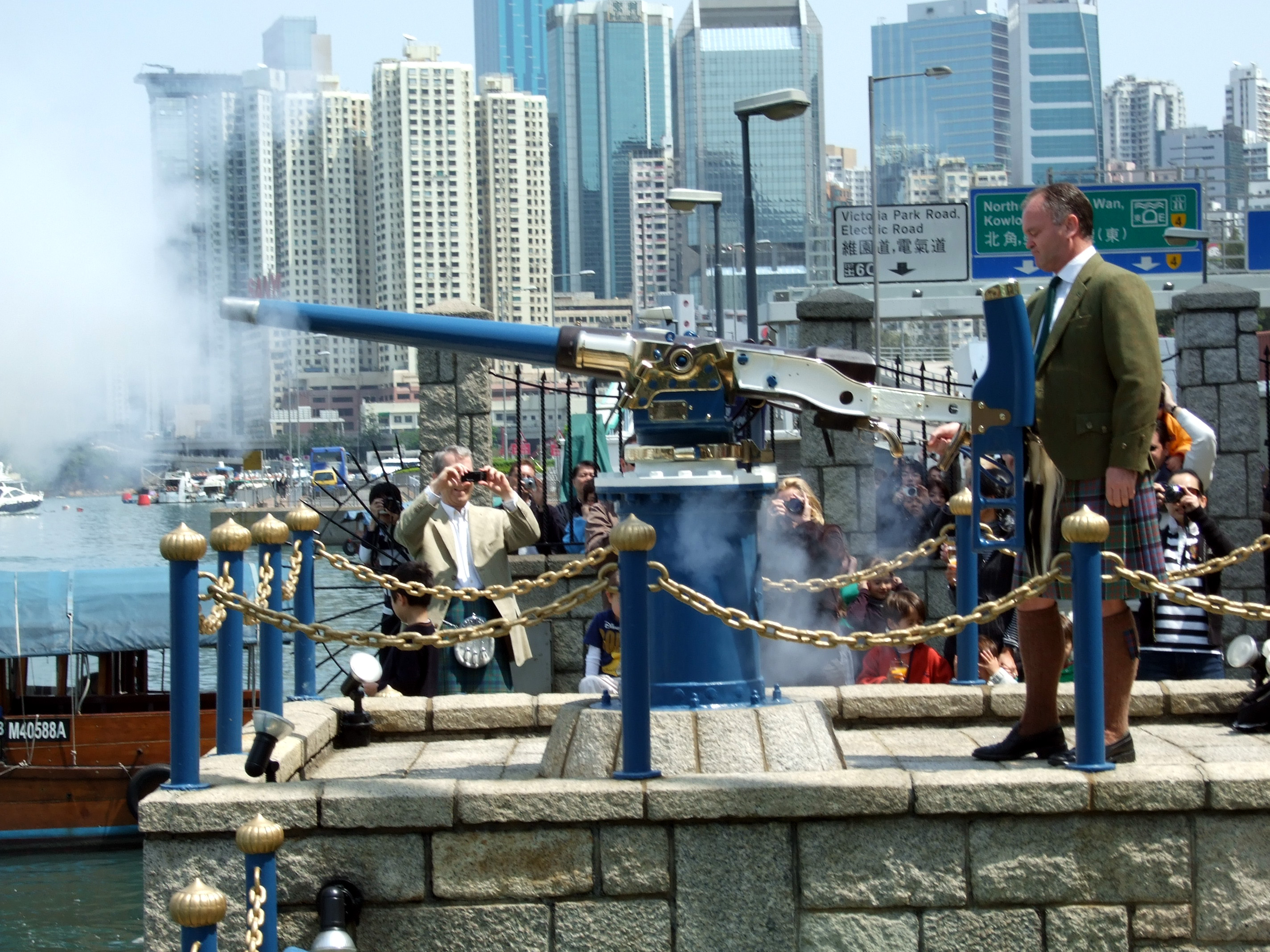
火を噴くヌーンデイ・ガン

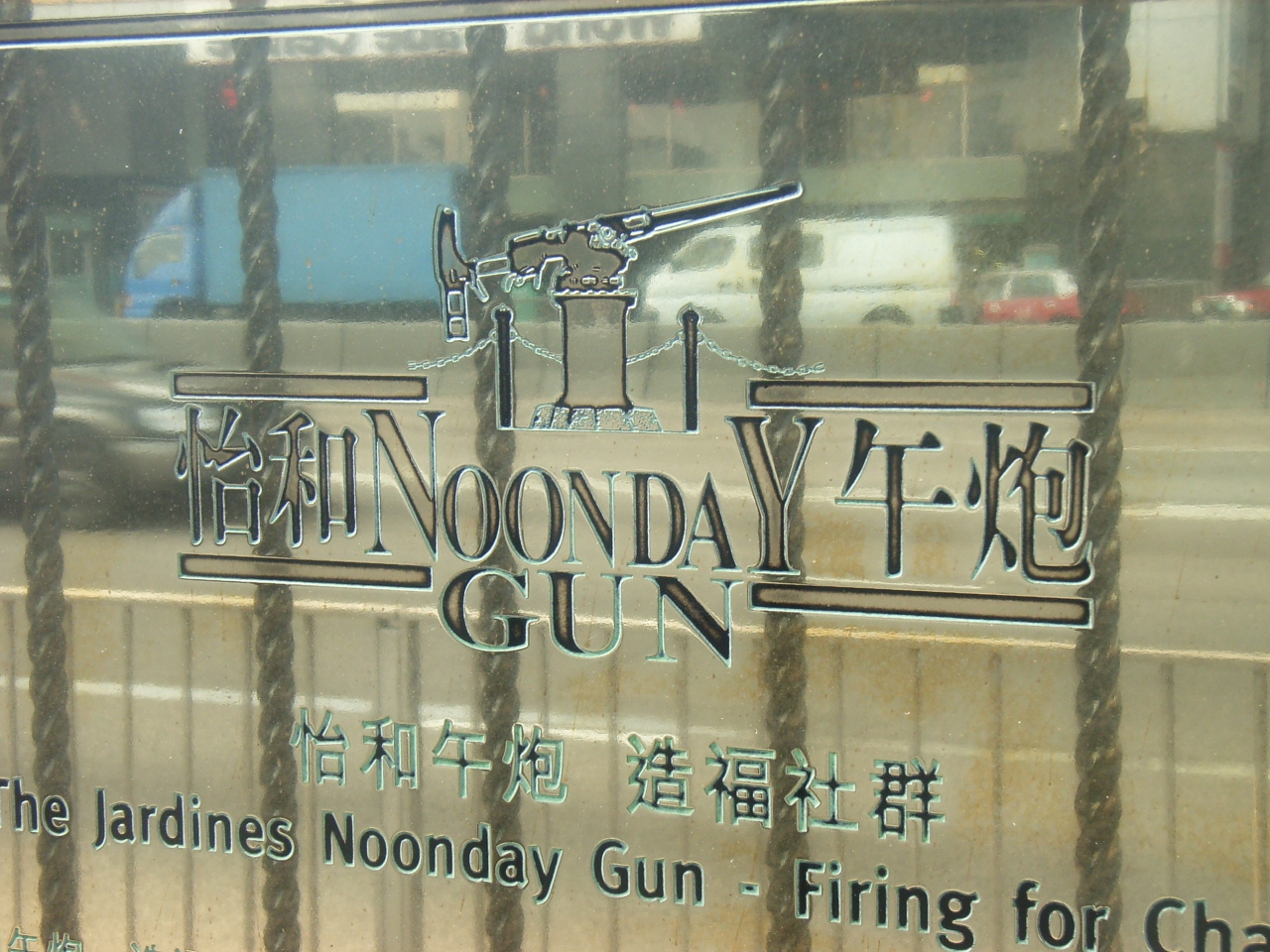
ヌーンデイ･ガンの看板。ジャーディン・マセソンへの言及がなされている。

1997年にイギリスの香港支配は終ったが、ヌーンデイ・ガンの伝統はジャーディン・マセソンによって永続的に維持されている。この毎日の行事のために、たいてい小さな人だかりができる。正午を除くと、他には大晦日の真夜中にのみ、この大砲は火を噴く。
ヌーンデイ・ガンを見るためには、大砲の設置された敷地へと進まなければならない。そこへ行くための最も容易な経路は、エクセルシオールホテルの地下駐車場から道路下のトンネルを通るものである。標識が貧弱なので、もし見つけられなければホテルの受付で尋ねるとよい。エクセルシオールホテルは、マンダリン・オリエンタルホテルグループの所有であり、このホテル・グループはジャーディン・マセソン・グループの一員である。行事のとき、制服を着たジャーディン・マセソンの社員が、集まった人々にヌーンデイ・ガンに対するジャーディン・マセソン側の背景を説明するリーフレットを配る。

## トリビア
ヌーンデイ・ガンは、ノエル・カワードのユーモラスな歌『Mad Dogs and Englishmen』で言及されたことでも有名である。